# À l’innovation

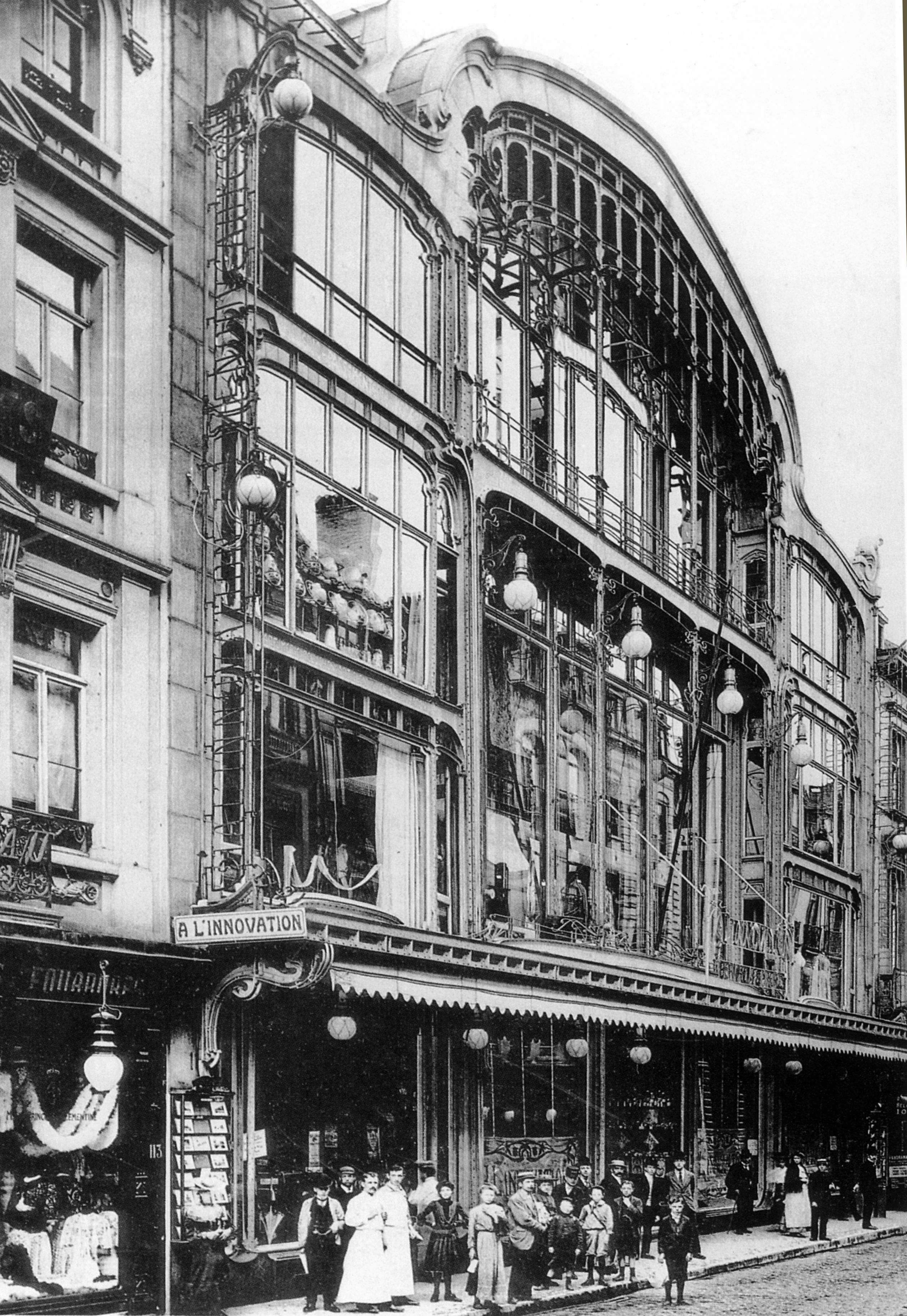
Das ehemalige Kaufhausgebäude in der Rue Neuve in Brüssel (Foto aus dem Jahr 1901)

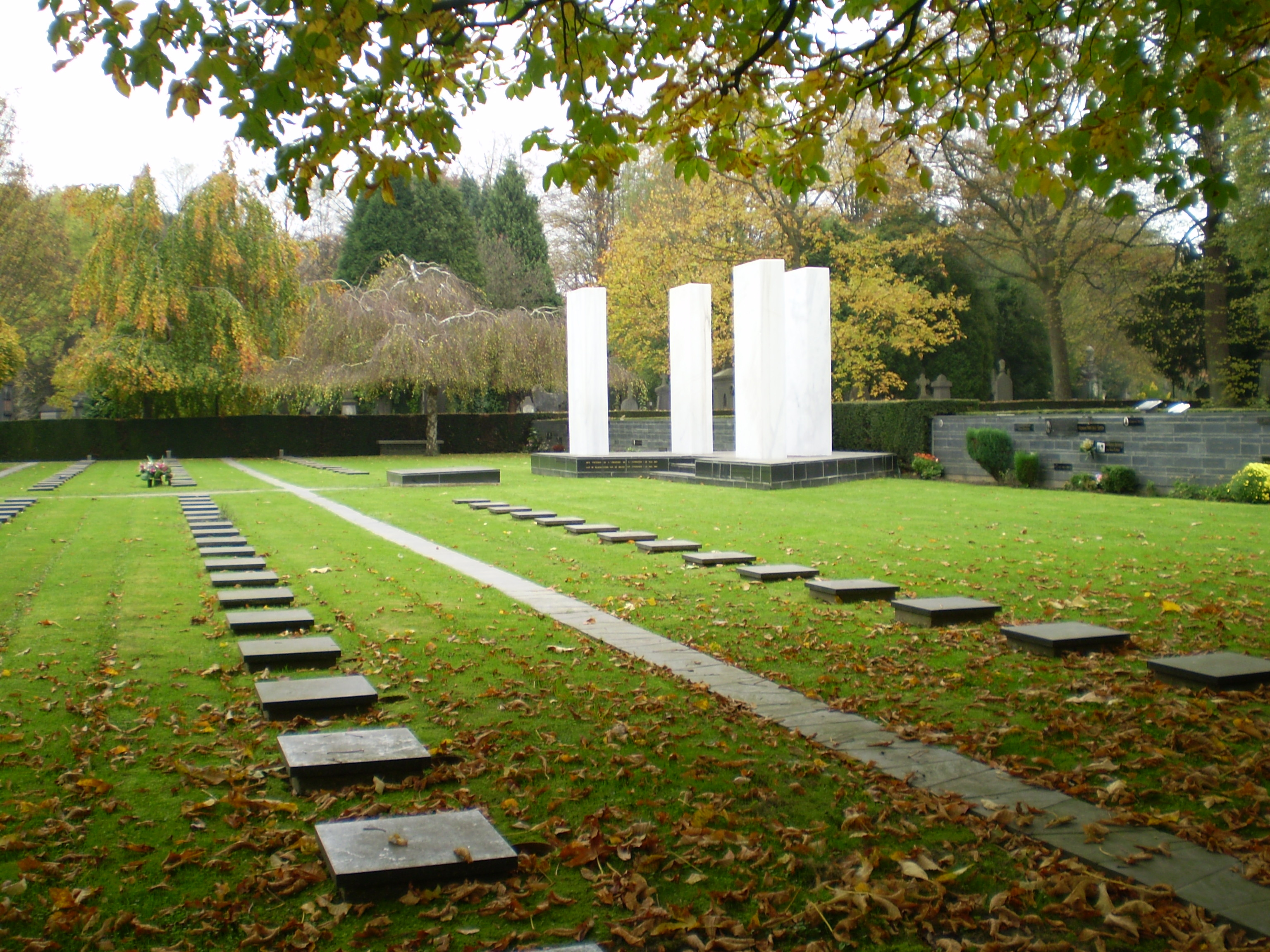
Denkmal auf dem Friedhof von Brüssel

Das À l’innovation ist ein Kaufhaus in Brüssel. Das heute als INNO betriebene Haus ist besonders wegen seines ehemaligen Gebäudes des Architekten Victor Horta von 1901 bekannt, das ein bedeutendes Bauwerk des Jugendstils war. Bei einem Großbrand am 22. Mai 1967 wurde es zerstört. Dabei starben 251 Menschen. Der Brand war eines der schwersten Unglücke Belgiens der Nachkriegszeit und wurde im damaligen politischen Diskurs umfassend rezipiert, obwohl, wie sich später herausstellte, es sich nicht um Brandstiftung, sondern um einen Unfall handelte. Nach 1967 wurde ein Neubau errichtet.
Das Brüsseler Warenhaus ist Teil einer belgischen Warenhaus-Gruppe. Diese gehörte seit 2001 zu Galeria Karstadt Kaufhof. Alle belgischen Filialen wurden daher in „Galeria Inno“ umbenannt. Infolge einer Strategieänderung nennen sich die Filialen seit 2021 „INNO“. Im Juli 2024 verkaufte Galeria seine belgische Tochtergruppe mit deren inzwischen 16 Warenhäusern an Innovative Retail, ein Joint Venture der schwedischen Einzelhandelsgruppe Axcent of Scandinavia (unter anderem Eigentümerin der größten schwedischen Warenhauskette Åhléns) und der isländischen Investmentgesellschaft Skel.

## Gebäude
Das ursprüngliche Gebäude des À l’innovation war von Victor Horta entworfen und wurde 1901 erbaut. Es handelte sich um ein wichtiges Bauwerk des Jugendstils. Nach dem Brand im Mai 1967 wurde es abgerissen und ein Neubau errichtet, der bis heute betrieben wird.

## Kaufhausbrand
Das Inno brannte am 22. Mai 1967 während einer Sonderausstellung, in der amerikanische Konsumgüter präsentiert wurden, vollkommen nieder. Zur Zeit des Brandes befanden sich etwa 4000 Menschen in dem Gebäude. Offiziell starben 251 Menschen, darunter 67 Angestellte des Kaufhauses. Die Feuerwehr berichtete von 323 Toten, nachdem zunächst von 450 Opfern die Rede gewesen war. Im Gebäude gab es keine Sprinkleranlagen oder wirksame Einrichtungen zur Feuerbekämpfung, und nur ein Teil der Notausgänge war benutzbar. Das Gebäude wies in der Mitte ein großes Atrium mit Öffnung hin zum freien Himmel auf, was bei dem Brand wie eine Art Kamin wirkte und die Ausbreitung des Feuers begünstigte. Als Brandursache wird heute ein Gasleck angenommen; seinerzeit wurde aufgrund der antiamerikanischen Stimmung auf dem Höhepunkt des Vietnamkrieges auch eine Brandstiftung in Betracht gezogen.
Der Brand war Belgiens schwerstes Unglück seit dem Grubenunglück von Bois du Cazier vom 8. August 1956, das 262 Todesopfer gefordert hatte.

### Rezeption in Deutschland
Nachdem die Bild-Zeitung zuerst Vietnamkriegsgegner als Brandstifter verdächtigt hatte, wurde der Kaufhausbrand in mehreren Flugblättern der Berliner Kommune I in drastischer Weise thematisiert. In dem Flugblatt #7 mit dem Titel „Warum brennst du, Konsument?“ wurde der Kaufhausbrand satirisch als geniale US-amerikanische Werbemaßnahme interpretiert:

„Ein brennendes Kaufhaus mit brennenden Menschen vermittelte zum erstenmal in einer europäischen Grossstadt jenes knisternde Vietnamgefühl (dabeizusein und mitzubrennen), das wir in Berlin bislang noch missen müssen.“